# Hemicythara octangulata
Hemicythara octangulata é uma espécie de gastrópode do gênero Hemicythara, pertencente à família Mangeliidae.